# Чева
Чева (італ. Ceva, п'єм. Seva) — муніципалітет в Італії, у регіоні П'ємонт,  провінція Кунео.
Чева розташована на відстані близько 460 км на північний захід від Рима, 85 км на південь від Турина, 39 км на схід від Кунео.
Населення — 5808 осіб (2014).

## Демографія
Населення за роками:

Станом на 1 січня 2023 року в муніципалітеті офіційно проживали 1092 іноземці з 47 країн, серед них 231 громадянин країн Євросоюзу та 62 громадяни України.

## Сусідні муніципалітети
- Баттіфолло
- Кастелліно-Танаро
- Лезеньо
- Момбазільйо
- Нучетто
- Парольдо
- Перло
- Прієро
- Роашіо
- Сале-делле-Ланге
- Сале-Сан-Джованні
- Сканьелло